# シノビライフ
『シノビライフ』は、こなみ詔子による日本の漫画作品。『月刊プリンセス』（秋田書店）にて、2005年8月号より不定期掲載され、2006年8月号から2012年5月号まで休載をはさみ定期連載された。現代にタイムスリップしてきた忍者と女子高生の物語。単行本は全13巻。キャッチフレーズは　“絶対忠誠ラブロマンス”。

## 概要
本編63話と番外編の計64話で構成されている。当初は4話構成の長編読み切り作品だったが、5話より連載作品として執筆された。その後連載を伸ばして作者最長の連載記録を打ち立てた。またドラマCDが発売されるなど人気を博した。

## あらすじ
父親に自責の念を抱かせるためなら死んでも構わない、そう思っていた女子高生・紅の前に突然現れたのは、時代錯誤も甚だしい忍者の姿をした青年。景虎と名乗るその忍者は紅を「姫」と呼び、あらゆる危険から守ろうとする。
やがて、景虎がタイムスリップしてきたことに思い至った紅。景虎は現代を“まやかしの世”と信じ、紅のことも姫と信じて疑わない。自分を本物の紅姫と信じ忠誠を誓う彼に恋心を抱き始める紅、景虎もまた、紅姫に瓜二つである紅に想いを抱いていたが、身分の違いと使命との狭間からその想いを抑えていた。
そして景虎と初めてあった場所であるビルの屋上から、再び転落した2人はタイムトンネルを通り過去へ落ちてしまう。そこは景虎が紅姫と別れた時から1年後の世界であった。街に出た2人は偶然紅姫と再会し、そこで景虎は紅姫との関係を清算し過去と決別し現代に戻ることになる。
時を経て、相思相愛になった紅と景虎だが、景虎を追う忍者仲間の鶲（ひたき）までもが現代に現れ、紅には婚約者の理人が現れる。紅を巡って景虎と理人の駆け引きが激しさを増し、さらに紅の父親の追い打ちと鶲の介入により二人は過去への逃避行を決意する。
しかし、ふたりは離ればなれになって過去へ落ち、紅は幼少時代の景虎たちがいる忍びの里へと迷い込む。このアクシデントをきっかけに、風雲急を告げる忍びの里を舞台とした、紅に関わりのある者たちの群像劇が、過去と現在を織り交ぜながら、それぞれのカタルシスに向かって進んでゆく。

## 登場人物
※キャストはドラマCD版のもの。

### 主人公
藤原 紅（ふじわら べに）
声：井上麻里奈
裕福な家庭に育つ17歳の女子高生。紅姫の子孫。周りとは孤立しがちながら芯は強く、お嬢様育ちで不器用だが行動力のある一面もみせる現代っ娘。母親の死は父親に原因があると反発し、父親に「自分のせいで死なれた」と思わせるために何度も誘拐されては殺されようとしていた。景虎を守りたいという気持ちから次第に景虎のことを好きになる。
景虎（かげとら）/藤原景虎（ふじわら かげとら）
声：宮野真守
狗威衆の忍者で18歳の青年。優秀な忍者で真面目で控えめな性格。孤児ゆえの心の空隙と、心象風景として“柔らかく冷たい手”の既視感をもつ。紅姫を護衛する任を負い紅姫に忠誠を誓うが追っ手から姫を守る際、共に湖へ落下し景虎のみ現代へタイムスリップしてしまう。現代で出会った紅を紅姫だと思い込み、ボディーガードとなる。一度過去に戻った際に紅姫と再会し、紅のことを別人と認識する。同時に紅姫から別れを告げられお役御免となる。自由の身になった景虎は抜け忍となり、思いを寄せる紅の住む現代で暮らす決意をする。筋肉質で体躯に大きな傷が複数有り、額の生え際に3つの小さなホクロがある。主な武器は苦無と背負った日本刀。現代では藤原姓を名乗る。

### 藤原家
藤原宗久（ふじわら むねひさ）/八隈
声：小杉十郎太
紅の父親で会社社長。冷酷で威圧的な性格。元は過去からタイムスリップした狗威衆の忍者・八隈。妻や娘を危険にさらす穴を拒絶する。各方面に顔が利く。
藤原紘乃（ふじわら ひろの）
声：世戸さおり
紅の母親。過去からきた八隈を保護し結婚する。邸宅内の土蔵にある穴を使い予言師として活動していたが、未来から戻る時の事故で死亡する。彼女の非業の死が紅と宗久との確執の原因となる。
桃（もも）
紅の娘。
竹崎（たけざき）
声：井上剛
社長秘書。秘書としては有能だが、ドMな性格で、紅に罵られることを快感とする。紅との結婚を夢見る。
上野（うえの）
社長秘書。宗久と一緒に未来へ渡った際、未来の自分自身に接触して消滅する。
猫田日和（ねこた ひより）
声：細野雅世
藤原家の家政婦。若い二人の良き理解者・協力者。景虎とは使用人どうしとしてシンパシーを持つ。
黒木（くろき）
藤原家の飼い犬。アラスカン・マラミュートの雄。名前の由来は、父親がファンだと言う黒木瞳から。景虎に忍犬として手なずけられている。
真理花（まりか）
声：小笠原亜里沙
藤原家の家政婦でありながら、紅の拉致誘拐を企てる。

### 岩鶴家
岩鶴 理人（いわつる りひと）
声：神谷浩史
親同士が勝手に決めた紅の婚約者。17歳。紅と同級生。クラスでは目立たない存在だったが、父親の意向に沿い紅に接近する。しかし関わるにつれて次第に紅に思いを寄せる様になる。両親から虐待されている。子猫にトラウマを持つ。また爪を噛む癖を持つ。
鶲（ひたき）/ 平九郎
声：石田彰
景虎の仲間で狗威衆の青年忍者。23歳。幼名は平九郎。強気な性格で景虎に歪んだ感情を持っている。景虎と紅姫を捕まえる任務を負っていた。18歳のときに景虎たちの後を追うため湖に飛び込み、景虎たちが暮らす5年前の世界にタイムスリップする。理人の乗った車の上に落ちたのがきっかけとなり、理人のボディーガードとして岩鶴家で居候をしている。戦闘時は長髪で額に鉢金、白の陣羽織を纏った忍び装束だが普段は洋服をスタイリッシュに着こなす。また境遇の似ている理人にある種のシンパシーを抱いている。
理人の父
表向きは紳士だが理人には暴力で支配する。正妻を亡くしている。藤原母娘の予知能力を我が物とするため理人を政略結婚させようと企む。
理人の母
若い頃は幼い理人を虐待をするが、岩鶴家に後妻として入ったあとは一転して理人を頼りにする。
メイド
声：安士百合野
岩鶴家お抱えの家政婦。

### 狗威衆(いぬいしゅう)
大爺々様（おおじじさま）
景虎たちの出身である甲賀流忍者の集団・狗威衆の首領。八隈に化けた白雨叉に襲撃され負傷し、その八隈を捕らえるよう命ずる。
八隈（はちくま）
鶲の師匠で保護者がわりの忍者。狗威衆随一の実力の持ち主。蓮角と炎示とは互いに幼なじみ。お役目の途中に白雨叉に急襲され現代へ落ち行方不明となるが、後に紅の父親となる。
蓮角（れんかく）
景虎とはぐれて過去に落ちた紅を保護した忍者。景虎の師匠で保護者がわりの忍者で里の薬師。鶲も面倒を見る。お調子者で女好き。マントを羽織っている。隻眼のために五感に優れ、人に触れることにより嘘を見抜く能力がある。他人に対して嘘をつかない。また他人の記憶を操作できる。夜河衆襲撃の際、思いを寄せている炎示をかばって致命傷を負い、それを悟られぬよう隠しながら、炎示たちの身を案じつつ滝のほとりでひとり息絶える。
景虎（少年時代）
狗威衆の少年忍者。蓮角が師匠。孤児の時から狗威の里で育ち、努力家で勘がよく鶲に先んじてお役目をこなす。14歳の時にわずかの間、紅と生活を共にする。白雨叉捕縛の際、鶲にその騒動の真実を悟られないよう、八隈と激闘の末に討ち取ったとする偽装工作を蓮角に依頼する。その際瀕死の重傷を負う。さらに大爺々様に虚偽の報告をし、その口止めとして自身の記憶を消すよう蓮角に依頼する。
鶲（少年時代）
平九郎が狗威の里で改めた名前。八隈が憧れの師匠。一つ年上の景虎に一歩後れを取っていた焦りと強い上昇志向から景虎をライバル視していたが、景虎が八隈を討ち取ったことでさらに敵視する様になる。
炎示（えんじ）
くのいち。蓮角と八隈とは幼なじみ。八隈に思いを寄せている。髪の毛が武器。蓮角から大けがを負っていた景虎と記憶を消された鶲を託され保護する。
大膳（だいぜん）/阿比（あび）/水薙（みずなぎ）
八隈に化けた白雨叉に襲撃され殺害された狗威衆の忍者たち。
火鴉（ひがらす）
大爺々様につかえる上忍。
青黒（あおぐろ）
蓮角が使役する鷹。

### 夜河衆(やこうしゅう)
阿陀狸様（あたりさま）
狗威衆に敵対する忍の集団の首領。血を自在に操る術を持つ。鶲に兄・藤吉の仇を討たれる。
鬼竜（きりゅう）
白雨叉に狗威衆全滅の命を下す。
白雨叉（しろうさ）/　藤吉
夜河衆の忍者で変装と偽言が得意。素顔を知る者は極わずか。素手で相手の内臓を引き千切る荒業を持つ。狗威衆壊滅の命を帯び狗威の里に潜入する。本名は藤吉。八隈に化けて弟・鶲を育てるがその使命と弟への愛との狭間に苦悩する。大爺々様や紅を襲撃するが失敗し追い詰められる。掟の重さに耐えかね苦無で首を切り自害する。
豹我（ひょうが）
豹牙とも。白雨叉を監視して死に追い詰める。鎖鎌の使い手。景虎に成敗される。
鳶若（とびわか）
炎示と助けに入った蓮角に鞭をふるって襲い、蓮角に致命傷をおわせるが、逆に蓮角に返り討ちにされる。

### 周辺人物
紅姫（べにひめ）/そよ
声：井上麻里奈
一国の姫。紅の祖先で姿形は紅にうりふたつ。追っ手から逃げる途中に敵の爆発に巻き込まれ湖へ落ちてしまう。その時右腕を失ってしまうが、商人の平吉に助けられる。そよと名を変えて庶民として幸せな生活を送る。再会した景虎に高貴な身分を捨てる覚悟を伝え護衛の役目を解く。
平吉（へいきち）　
声：遠藤大輔
町にある大店の店主。湖のほとりで重傷を負って記憶をなくした紅姫を救い妻とする。景虎が着物を調達しに来店したことをきっかけに紅たちをそよの縁者して接待する。
藤吉（とうきち）　
後の白雨叉。鶲の生き別れた実の兄。四兄弟の一番上。両目の下にほくろがある。弟・平九郎を山で始末しかけるが、改心して兄弟たちを助けるため村に戻るが、そこで野盗のひき起こした惨劇を目にする。残された弟を救うべく野盗の囮になるが、捕らえられて夜河衆に売られ忍者として成長する。平九郎と生き別れる際に、お互いに強くなり再会を果たすことを約束し、象徴的なメッセージを彼に残す。
平九郎（へいくろう）
後の鶲。四兄弟の一番下。口減らしのため兄・藤吉に山で始末されかかるが、家に戻り野盗の襲撃を受ける。兄の機転により襲撃をかわすが生き別れる。兄と交わした約束とメッセージを心の糧に生きのび、狗威の里へたどり着く。
松（まつ）/千代（ちよ）
藤吉・平九郎の姉妹。四兄弟の真ん中の姉妹。身売りされそうになるが、藤吉に助けられる。夜半に村を襲った野盗に両親共々惨殺される。

### その他
誘拐犯
声：松尾大亮
真理花の配下で紅を誘拐した実行犯。紅の勢いに怖じ気づく程の小心者。
偽の紅/偽の竹崎
声：高本めぐみ/太田勝弘
景虎のボディガードとしての実力テストで雇われた偽物役の一般人。
侍
紅を探しに過去へ来た理人を斬ろうとした。助太刀に入った景虎に打ちのめされる。
穴（ホール）
物語のキーアイテムでタイムトンネル。紅の邸宅内にある蔵に未来へ続くトンネルの入口が、紅たちの暮らす街のビル屋上付近に過去へ繋がる出入り口がある。過去の時代にあった崖のある小さな湖に現代に繋がるタイムトンネルの出入り口がある。

## ドラマCD

### 概要
サイバーフェイズより企画・製作・販売された当作品を題材にしたドラマCD。1話から9話の景虎拉致シーンまでを収録。1・2巻ともマキシシングルCDの形態で販売される。価格は各3,150円。CYBER GIRLS POPレーベルで発売する。
また、2009年2月20日（金）発売の『ROMAN ALBUM ボイスアニメージュ 2009 SPRING』（徳間書店）の付録である「スペシャルバラエティCD」の中にドラマCD『シノビライフ1』のダイジェストと井上麻里奈、宮野真守、石田彰、小杉十郎太のキャストコメントが収録された。

### スタッフ
| 原作・イラスト               | こなみ詔子                                     |
| エグゼクティブプロデューサー | 尾上梗                                         |
| プロデューサー               | 梅崎千香恵                                     |
| ディレクター                 | 鈴木雅美                                       |
| 脚本                         | 月原真（CD1）/中山瑞季(CD2)                    |
| アシスタントディレクター     | 阿部加奈子（CD1）/ 望月純江(CD2)               |
| セールス                     | 逢瀬喜章                                       |
| アートディレクター           | 田丸雅                                         |
| デザイン                     | two three labo                                 |
| 音楽                         | カワイ進                                       |
| 効果音                       | サウンドボックス                               |
| スタジオ                     | TFCスタジオセンター（CD1）/スタジオごんぐ(CD2) |
| 編集                         | fukujyusou                                     |
| キャスティング               | 脇山孝之（CD1）/サイバーフェイズ(CD2)          |

### キャスト
| 紅/紅姫/そよ | 井上麻里奈      |
| 景虎         | 宮野真守        |
| 鶲（ひたき） | 石田彰          |
| 藤原宗久     | 小杉十郎太      |
| 竹崎         | 井上剛          |
| 真理花       | 小笠原亜里沙    |
| 平吉         | 遠藤大輔        |
| 藤原紘乃     | 世戸さおり(CD1) |
| 偽の紅       | 高本めぐみ(CD1) |
| 偽の竹崎     | 太田勝弘(CD1)   |
| 誘拐犯       | 松尾大亮(CD1)   |
| 理人         | 神谷浩史(CD2)   |
| 猫田         | 細野雅世(CD2)   |
| メイド       | 安士百合野(CD2) |

### CD 1
2009年2月28日発売。1話から3話まで収録。74分22秒。商品番号cpcd-2002。
| 1.過去から未来へ       | 06:26 |
| 2.ニンジャボーイ       | 09:50 |
| 3.紅と紅姫             | 10:37 |
| 4.秘書とボディガード   | 12:35 |
| 5.守られた約束         | 08:23 |
| 6.身分違いの恋         | 07:41 |
| 7.未来から過去へ       | 10:16 |
| 8.バックステージトーク | 08:34 |

### CD 2
2009年7月15日発売。4話から9話の景虎拉致シーンまでを収録。78分10秒。商品番号cpcd-2006。
| 1.紅とそよ             | 12:01 |
| 2.backtothe future     | 10:43 |
| 3.転入生？             | 09:44 |
| 4.婚約者               | 11:21 |
| 5.もうひとりのシノビ   | 12:13 |
| 6.花火                 | 10:50 |
| 7.黒い蝶               | 08:19 |
| 8.バックステージトーク | 02:59 |

## 書誌情報

### 各話初出一覧
年月日は月刊プリンセス掲載号を記載。
| 1  | 1 - 4話           | 2005年8月号・12月号・2006年3月号・4月号            |
| 2  | 5 - 9話           | 2006年8月号 - 12月号                               |
| 3  | 10 - 14話         | 2007年1月号 - 6月号(2月号休載)                     |
| 4  | 15 - 19話         | 2007年7月号 - 12月号(8月号休載)                    |
| 5  | 20 - 24話         | 2008年1月号 - 6月号(3月号・5月号休載)              |
| 6  | 25 - 29話         | 2008年7月号 - 11月号                               |
| 7  | 30 - 34話         | 2008年12月号 - 2009年5月号(2009年3月号休載)        |
| 8  | 35 - 39話         | 2009年6月号 - 10月号                               |
| 9  | 40 - 44話         | 2009年11月号 - 2010年4月号(2010年2月号休載)        |
| 10 | 45 - 49話         | 2010年5月号 - 11月号(7月号・8月号休載)             |
| 11 | 50 - 54話         | 2010年12月号 - 2011年6月号(2011年3月号・5月号休載) |
| 12 | 55 - 59話         | 2011年7月号 - 12月号(10月号休載)                   |
| 13 | 60 - 63話・番外編 | 2012年1月号 - 5月号                                |

### コミックス
こなみ詔子 『シノビライフ』 秋田書店〈プリンセスコミックス〉
1. 2006年05月16日発売、ISBN 978-4-253-19377-1、1 - 4話収録
2. 2007年01月16日発売、ISBN 978-4-253-19378-8、5 - 9話収録
3. 2007年08月16日発売、ISBN 978-4-253-19379-5、10 - 14話収録
4. 2007年12月14日発売、ISBN 978-4-253-19380-1、15 - 19話収録
5. 2008年07月16日発売、ISBN 978-4-253-19641-3、20 - 24話収録
6. 2009年01月16日発売、ISBN 978-4-253-19642-0、25 - 29話収録
7. 2009年06月16日発売、ISBN 978-4-253-19643-7、30 - 34話収録
8. 2009年11月16日発売、ISBN 978-4-253-19644-4、35 - 39話収録
9. 2010年05月14日発売、ISBN 978-4-253-19645-1、40 - 44話収録
10. 2010年12月16日発売、ISBN 978-4-253-19646-8、45 - 49話収録
11. 2011年06月16日発売、ISBN 978-4-253-19647-5、50 - 54話収録
12. 2012年01月19日発売、ISBN 978-4-253-19648-2、55 - 59話収録
13. 2012年06月15日発売、ISBN 978-4-253-19649-9、60 - 63話・番外編収録

各巻末におまけ4コマ漫画を掲載。タイトルは『忍者カゲトラくん』。主人公2人を軸にしたコント形式の漫画。また主人公を鶲と蓮角に変えた『忍者ヒタキくん』『忍者レンカクくん』のバージョンも掲載した。

### 海外版
韓国・台湾・香港・マカオ・アメリカ・イギリス・フランス・カナダ・ドイツ・ベルギー・タイで発刊されている。